# Stephens (Arkansas)
Stephens – miasto w Stanach Zjednoczonych, w stanie Arkansas, w hrabstwie Nevada.